# Glypta rubripes
Glypta rubripes là một loài tò vò trong họ Ichneumonidae.